# ريتشارد ماكلين
ريتشارد ماكلين (بالإنجليزية: Richard McLean)‏ هو مصمم مطبوعات ورسام أمريكي، ولد في 1934 في هوكويام في الولايات المتحدة، وتوفي في 2014.